# William Warner (poet)

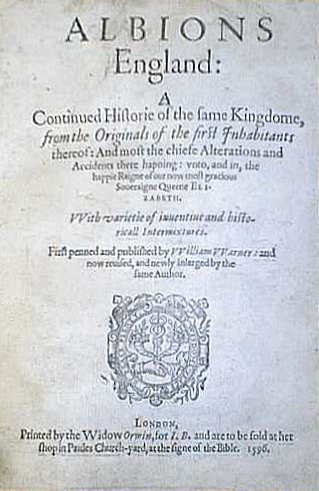
Titelbladet till Albion's England.

William Warner, född omkring 1558 i London, död den 9 mars 1609 i Amwell, Hertfordshire, var en engelsk skald.
Warner skrev det patriotiska krönikeverket Albion's England (1586; flera utvidgade upplagor, exempelvis en postum 1612; omtryckt i Alexander Chalmers Collection of the English poets 1810), med flera arbeten och översatte Plautus.